# Elias Álvares Lobo
Elias Álvares Lobo est un compositeur brésilien, né à Itu le 9 août 1834 et mort à São Paulo le 15 décembre 1901.

## Biographie
Il écrit en 1858 le premier opéra brésilien avec des paroles portugaises, A Noite de São João (Nuit de la Saint Jean).

## Œuvres
- Missa Nr. 1 (1855)
- Missa de Nossa Senhora do Carmo (1856)
- Missa do Espirito Santo (1857)
- A Noite de São João (1858), Opéra
- Missa de São Pedro de Alcântara (1858)
- A Louca (1861), Opéra
- Missa para a igreja da Ordem Terceira do Carmo (1864)
- Missa Nr. 6 (1867)
- Semana Santa (1872)
- Missa do Senhor do Bom Jesus (1874)
- Missa Nr. 9 (1876)
- Missa Nr. 10 (1876)